# فيفاريوم (فلم)
فيفاريوم (بالإنجليزية: Vivarium) هو فيلم إثارة وخيال علمي أمريكي من إخراج لوركان فينيجان سنة 2019. وبطولة كل من إيموجين بوتس وجيسي آيزينبيرغ.
الفيلم من إنتاج أوروبي (أيرلندي، دانمركي، بلجيكي).
تم عرض الفيلم لأول مرة في مهرجان كان السينمائي 2019. تم إصداره في أيرلندا في 27 مارس 2020 من خلال (Vertigo Releasing).

## القصة
بينما يحاول زوجين البحث عن المنزل المثالي للعيش به، يكتشفا أنهما دخلا متاهة كبيرة غامضة تتشابه جميع المنازل الكائنة بها، وتبدأ رحلة البحث عن المخرج من هذه المتاهة.

## روابط خارجية
- مقالات تستعمل روابط فنية بلا صلة مع ويكي بيانات